# Карум (торговая колония)
Кару́м (аккад. kārum «причал, порт, торговый район», мн. ч. kārū, от шум. kar «укрепление (гавани), волнолом») — название древних торговых постов староассирийского периода в Малой Азии (современная Турция) с XX по XVIII века до н. э. Главным центром сети карумов был древний город Каниш.

## История
Ранние упоминания о карумах встречаются в табличках Эблы; в частности, эблаитский визирь, известный как Эбриум, заключил самый ранний договор, полностью известный археологии, известный по-разному как «Договор между Эблой и Ашшуром» или «Договор с Абарсалом» (ученые спорят, относится ли текст к Ашшуру или к Абарсалу, неизвестному месту). В любом случае, другой город заключил договор об основании карумов на территории эблаитов (Сирия), среди прочего. «Слово происходит от торгового квартала месопотамских городов, которые обычно находились сразу за городскими стенами, в удобном месте высадки на главном водном пути».
Саргон Древний, который, вероятно, вскоре после этого разрушил Эблу, как говорится в гораздо более позднем хеттском отчете, вторгся в Анатолию, чтобы наказать Нурдаггала, царя Пурусханды (в Анатолии), за плохое обращение с аккадским и ассирийским торговым классом в карумах там. Однако ни один современный источник не упоминает об этом.
Во 2-м тысячелетии до н. э. Анатолия находилась под суверенитетом городов-государств Хатти, а позднее — хеттов. К 1960 г. до н. э. ассирийские купцы основали карумы, небольшие колониальные поселения рядом с анатолийскими городами, которые платили налоги правителям городов. Были также более мелкие торговые станции, которые назывались мабарту (ед. ч. мабартум). Число карумов и мабарту, вероятно, составляло около 20. Среди них были Кюльтепе (Каниш в древности) в современной провинции Кайсери; Алишар-Хююк (Анкува (?) в древности) в современной провинции Йозгат; и Богазкёй (Хаттуса в древности) в современной провинции Чорум. (Однако Алишар Хююк, вероятно, был мабартумом.) Однако после создания Хеттской империи карумы исчезли из истории Анатолии.

## Торговля
Во 2-м тысячелетии до н. э. деньги еще не использовались, и ассирийские купцы использовали золото для оптовой торговли и серебро для розничной. Золото считалось в восемь раз более ценным, чем серебро. Однако другой металл, амутум, был еще более ценным, чем золото. Считается, что это недавно открытое железо, и оно было в сорок раз более ценным, чем серебро.
Самым важным экспортным товаром Анатолии была медь, а ассирийские купцы продавали в Анатолию олово и одежду.